# Prénovel
Prénovel – miejscowość i dawna gmina we Francji, w regionie Burgundia-Franche-Comté, w departamencie Jura. W 2013 roku jej populacja wynosiła 304 mieszkańców. 
W dniu 1 stycznia 2016 roku z połączenia dwóch ówczesnych gmin – Chaux-des-Prés oraz Prénovel – utworzono nową gminę Nanchez. Siedzibą gminy została miejscowość Chaux-des-Prés. 